# Château de La Celle
Ne doit pas être confondu avec Château de La Celle (La Celle-les-Bordes).
Le château de La Celle, aussi appelé château de La Celle Saint-Cloud ou le petit château, est un château situé dans la commune de La Celle-Saint-Cloud, dans le département des Yvelines (France) et actuelle propriété du ministère des Affaires étrangères.

## Histoire

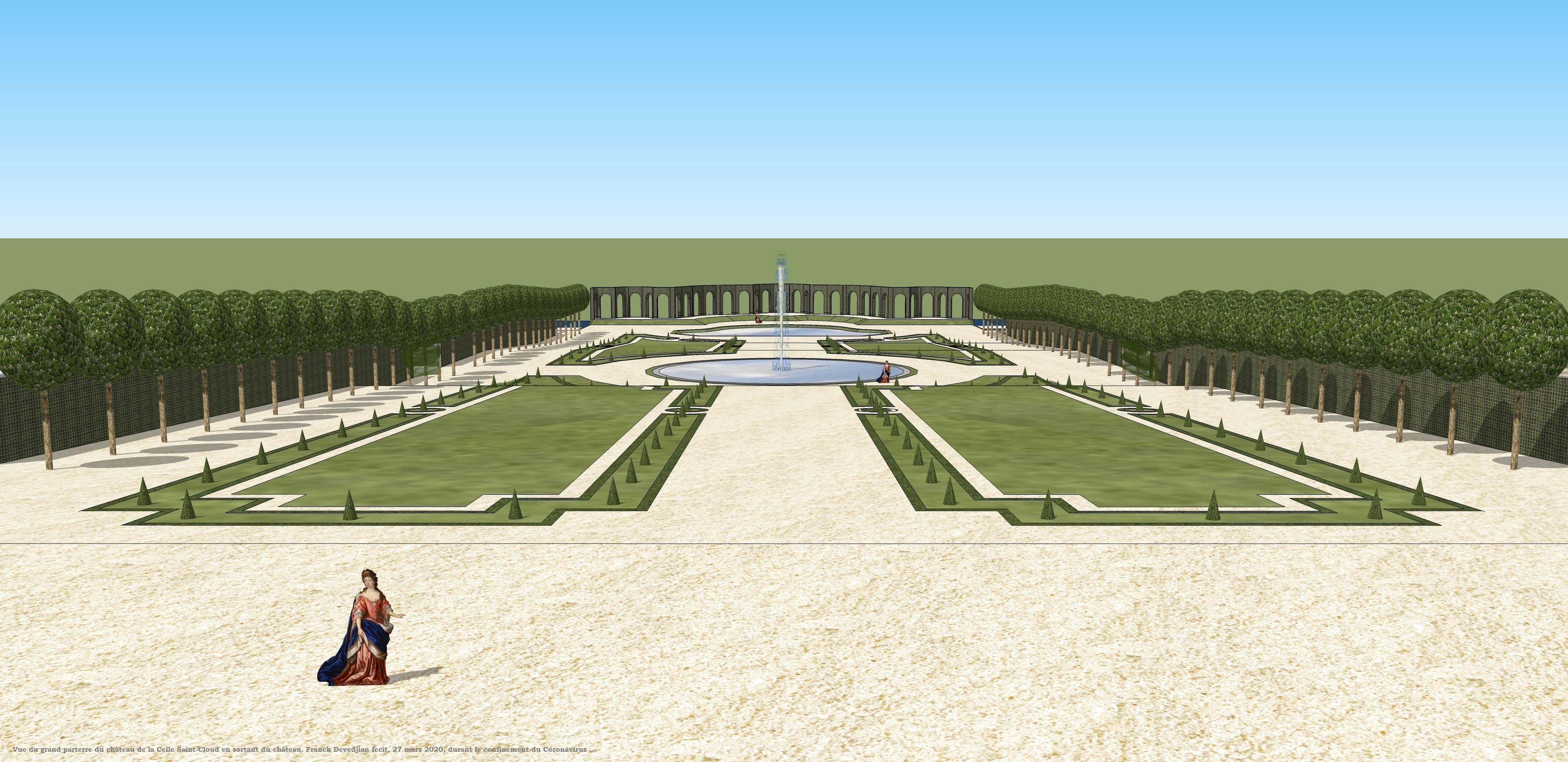
Vue restituée sur le grand parterre du château de la Celle Saint-Cloud au XVIIIe siècle.

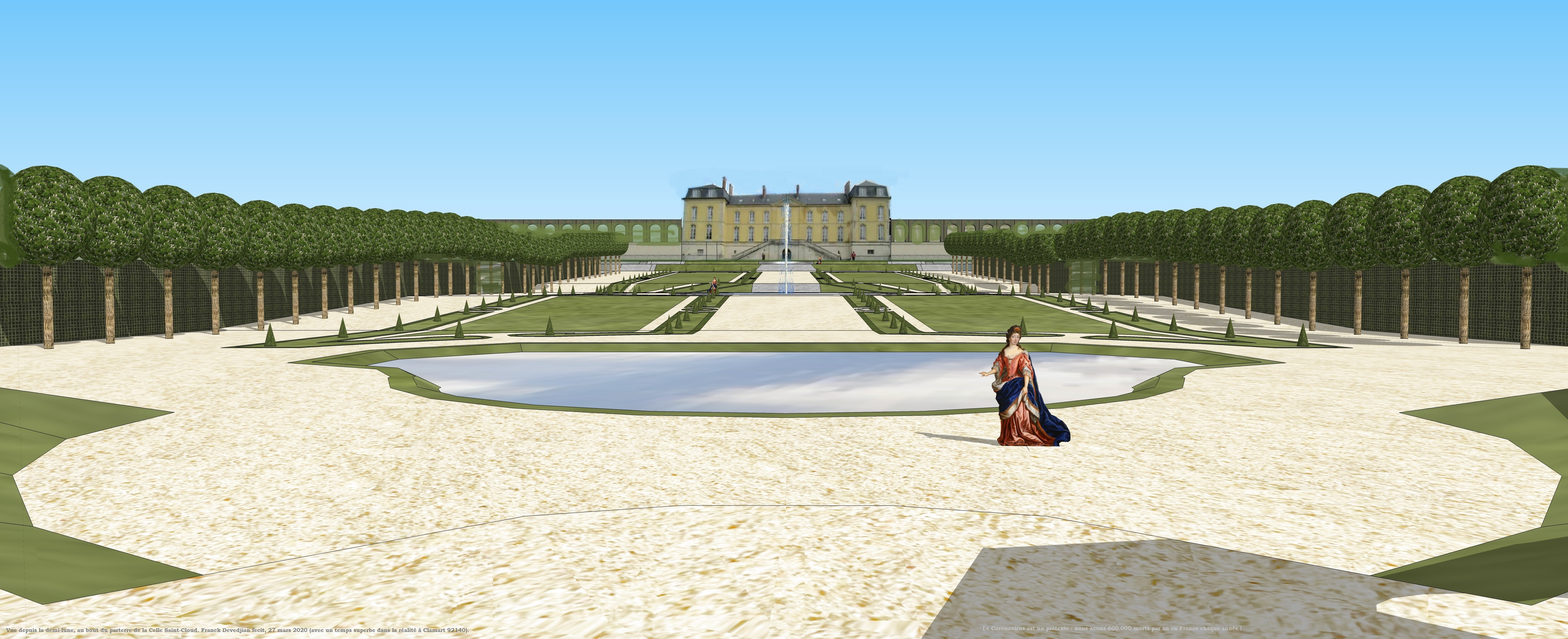
Vue restituée depuis la demi-lune au bout du parterre du château de La Celle, XVIIIe siècle

À l’origine, monastère essentiellement composé d'un corps de ferme et de bâtiments pour abriter les moines, il est revendu en 1616. Une bâtisse de ce qui constitue le milieu du château actuel est alors construite et change plusieurs fois de propriétaire. Sous Louis XIV, le duc de la Rochefoucauld l'acquiert et la fait achever. La marquise de Pompadour l’achète en 1748 pour s'y détendre et surveiller la construction, à Meudon, de son château de Bellevue. Elle y ajoute de nouveaux embellissements et y accueille Louis XV.
En 1750, Jacques-Jérémie Roussel de Rocquencourt, fermier général, rachète le château qu'il agrandit en construisant le pavillon et l'aile nord, lui donnant ainsi sa configuration actuelle.
De 1776 à 1804, il est acheté par Louis Pierre Parat de Chalandray qui transforme les parterres à la française, en jardin à la française, avec l'aide du paysagiste Jean-Marie Morel.
Pour tout l'Ancien régime, nous avons une connaissance exacte de l'ameublement du château grâce aux inventaires après décès conservés au Minutier central de Paris.
Puis en 1804, il passe aux mains du vicomte Morel de Vindé. Ce dernier y reçoit Louis XVIII. Le château est alors connu pour posséder l'un des plus beaux troupeaux de mérinos de France.
En 1844, Jean-Pierre Pescatore, homme d'affaires luxembourgeois, l’acquiert. Il embellit le parc avec des paysagistes de renom, les frères Bulher. Il constitue l'allée que l'on peut encore admirer aujourd'hui dite "l'Allée des arbres étrangers". Il fait construire l'orangerie et trois serres pour sa collection de précieuses orchidées. Napoléon III et l'impératrice Eugénie de Montijo y sont reçus à deux reprises pour admirer cette collection unique en France. Passionné aussi par les chevaux, il fera construire un très grand manège couvert avec tribune et armatures en fer.
À sa mort en 1855, ne pouvant prouver leur mariage civil, sa veuve et ses héritiers font trancher le litige par les tribunaux, le château est remis aux héritiers mais la veuve en a l'usufruit à vie. Sa nièce Élisabeth Pescatore-Dutreux en hérite et continue l'embellissement du parc. Le château ne quitte plus alors la famille franco-luxembourgeoise Dutreux pendant un peu plus d'un siècle. En 1870, un obus tiré du Mont-Valérien tombe sur l'orangerie et en brise les vitrages ; les collections de végétaux exotiques périssent du froid rigoureux.
Du 11 au 18 mai 1940, la grande duchesse Charlotte de Luxembourg, fuyant l'occupation allemande, s'y réfugie quelques jours. Les Allemands occupent ensuite les lieux jusqu'en août 1944. À la Libération, quelques unités alliées s'installent successivement dans le parc et le château. Auguste et Suzanne Dutreux récupèrent tardivement leur propriété. Sans enfant, le couple souhaite que le château et son parc soient conservés dans leur intégralité, et le lègue, mais avec des conditions strictes d'utilisation, le 7 février 1951 : le légataire est le ministère français des Affaires étrangères dont le ministre est alors Robert Schuman, d'origine luxembourgeoise comme la famille Dutreux. Les conditions de la donation prévoient que « les lieux ne pourront être utilisés que par le ministre, sa famille, ses invités personnels ou officiels »
À l'été 1958, le président du Conseil Charles de Gaulle charge Michel Debré, Jérôme Solal-Céligny, Raymond Janot et Jean Mamert de finaliser la rédaction de l'avant-projet de constitution de la Ve République. Ils travaillent alors au texte jour et nuit, retirés dans le château de la Celle,.
Le château est classé monument historique en 1978. Le parc est lui classé parmi les sites du département des Yvelines depuis un arrêté du 22 mars 1985.
Fin 2013 et sous l'impulsion du ministre des Affaires étrangères Laurent Fabius et de sa compagne Marie-France Marchand-Baylet, présidente de Flag-France Renaissance, l'orangerie est restaurée et le parc du château accueille de nombreuses sculptures d’artistes plasticiens contemporains.

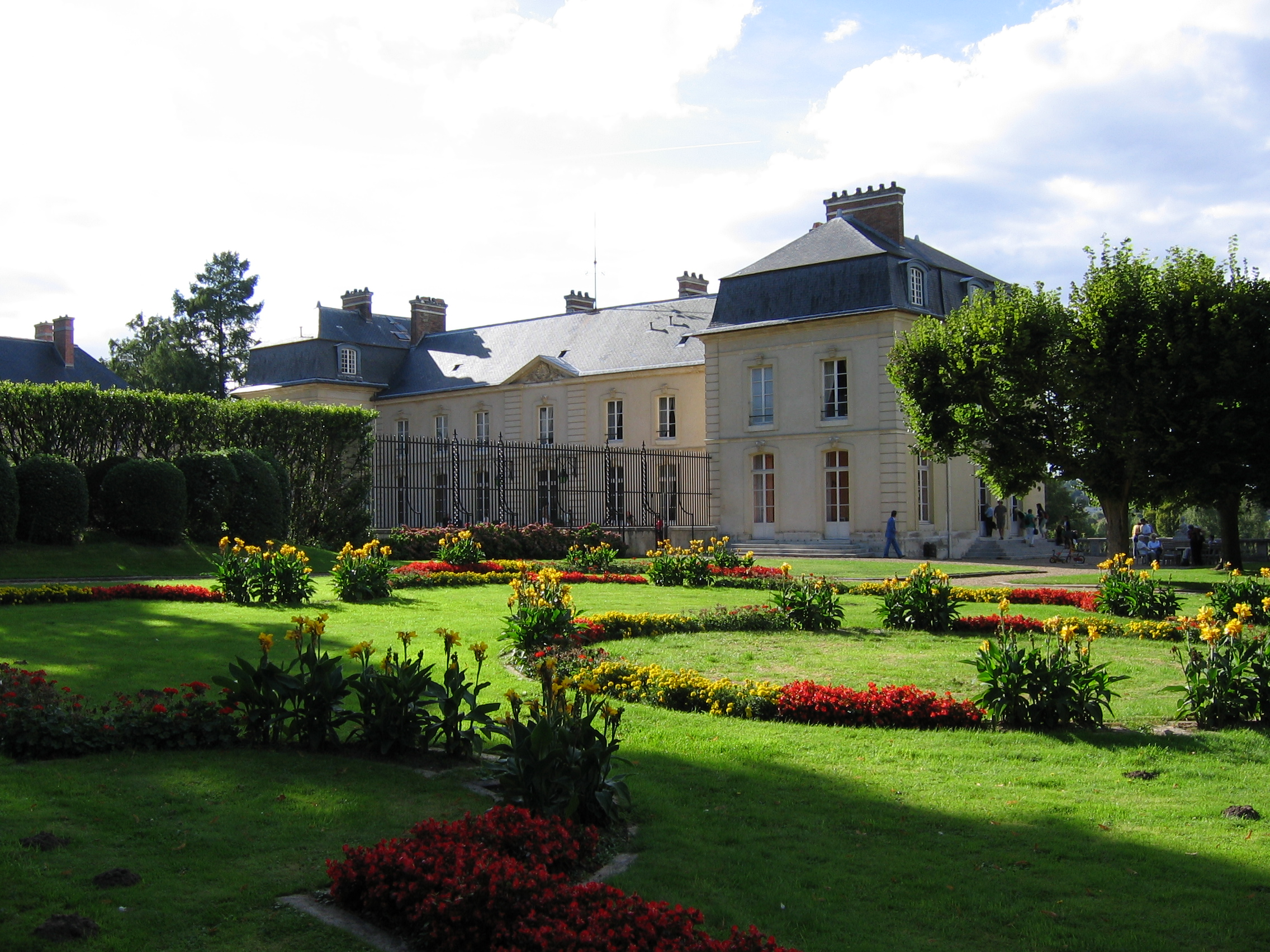
Cour d'honneur.

## Rencontres internationales
Depuis la prise de possession par le ministère des Affaires étrangères, le château a accueilli différentes rencontres internationales ou hébergé des chefs d'État ou ministres étrangers :
- 6 novembre 1955 : discussions sur les accords d’indépendance du Maroc entre Antoine Pinay, ministre français des Affaires étrangères et Mohammed V, sultan du Maroc ;
- 10 avril 1957 : déjeuner de la reine Élisabeth II lors de son premier voyage officiel en France ;
- 2 juin 1961 : déjeuner de la first lady Jacqueline Kennedy ;
- Août à novembre 1964 : conférence sur le Laos avec des représentants des nationalistes, des neutralistes et des communistes laotiens ;
- 26 octobre 1971 : dîner donné en l'honneur de Léonid Brejnev, secrétaire général du comité central du Parti communiste de l'URSS (1966-1982)
- 16 mars 1973 : conférence des délégations vietnamiennes ;
- 27 octobre 1983 : réunion des ministres des Affaires étrangères des pays participant à la Force multinationale à Beyrouth ;
- 17 novembre 1989 : table ronde sur le Cambodge ;
- 16 septembre 1994 : séminaire franco-espagnol ;
- 15 juillet 2007 : réunion inter-libanaise sous l'égide du gouvernement français ;
- 13 juin 2014 : cinquantenaire des relations franco-chinoises ;
- 11 au 14 juin 2015 : célébration du cinquantième anniversaire de l’établissement des relations diplomatiques entre la Mongolie et la France.
- 25 juillet 2017 : réunion inter-libyenne sous l'égide du gouvernement français : en présence du président de la République Emmanuel Macron et du ministre des affaires étrangères Jean-Yves Le Drian, signature d'un accord entre le Premier ministre al-Sarraj et le maréchal Haftar, qui s'engagent à un cessez-le-feu en Libye ;
- 13 décembre 2017 : sommet de soutien à la force antiterroriste du G5 Sahel. Sont présents autour du président Emmanuel Macron le Malien Ibrahim Boubakar Keïta, le Nigérien Mahamadou Issoufou, le Burkinabé Roch Marc Christian Kaboré, le Tchadien Idriss Déby et le Mauritanien Mohamed Ould Abdelaziz. À leurs côtés, des partenaires de la force commune : l’ONU, l’Union africaine, l’Union européenne, la chancelière allemande Angela Merkel, ainsi que les chefs des gouvernements italien Paolo Gentiloni et belge Charles Michel. Le G5 Sahel reçoit de nouveaux soutiens financiers internationaux à l'issue de ce sommet.

Les ministres français des Affaires étrangères choisissent aussi quelquefois d'y recevoir leurs homologues étrangers plutôt qu'au Quai d'Orsay.